# Geneta
Les genetes o gats mesquers (gènere Genetta) són uns mamífers de la família dels vivèrrids de l'ordre dels carnívors, relacionades amb les civetes i els linsangs. Totes les genetes es troben dins el gènere Genetta, encara que, de vegades, la geneta aquàtica és col·locada dins el gènere Osbornictis (un gènere propi). Les genetes són feliformes, i per tant, d'alguna manera estan relacionades amb els gats.

## Morfologia
La majoria tenen un pelatge llarg i cobert de taques, una cua llistada, el cap petit i orelles grosses. Com les civetes, les genetes tenen glàndules almesqueres que utilitzen per a marcar el seu territori. Se sap que es posen sobre dues potes (les del darrere) quan marquen el seu territori. Les genetes són criatures molt àgils, amb un reflexos increïbles i unes habilitats d'escalada excepcionals. Són els únics vivèrrids que es posen drets, recolzant-se només sobre les potes del darrere.
Les genetes tenen cues molt llargues (entre 1 i 1,5 vegades la llargada dels seus cossos), cosa que els dona una gran estabilitat.
Totes les espècies de geneta viuen exclusivament a l'Àfrica, excepte l'àmpliament estesa geneta comuna (Genetta genetta), la qual es pot trobar al nord-oest de l'Àfrica i arreu d'Europa, parts de l'Orient Pròxim i les Illes Balears. Les subespècies d'Eivissa, com Genetta genetta isabelae, estan catalogades com a vulnerables dins la Llista Vermella de la UICN.

## Genetes domèstiques
Algunes espècies com la geneta comuna i la geneta tacada, ja presents en les cases del temps de la Roma antiga, cada cop més són mantingudes com a animals de companyia arreu del món. La seva naturalesa curiosa i juganera és similar a la d'un gat, o la d'una fura domèstica. Poden ser alimentades amb menjar per a gats i fures, i ser entrenades perquè utilitzin la sorra higiènica com ho fa un gat.
Les genetes són animals curiosos però prudents i s'espanten amb facilitat. Se'ls poden fer carícies, però generalment no els agrada estar retinguts. Les genetes poden estrènyer el cos per fer-lo passar a través de qualsevol obertura per on hi passi el cap.
Tenen urpes parcialment retràctils que utilitzen per a escalar i agafar les preses, però no per lluitar. Són animals de companyia molt nets, que generalment fan ús de les caixes de sorra. Quan s'espanten, les genetes poden alliberar una olor molt forta de les seves glàndules odoríferes, que utilitzen principalment per a marcar el seu territori.
Les genetes poden ser socialitzades per coexistir en pau amb altres animals casolans com gats o gossos, però atacaran animals petits com ocells o hàmsters. En captivitat poden viure fins a 20 anys.

## Taxonomia
- Geneta d'Etiòpia (Genetta abyssinica)
- Geneta d'Angola (Genetta angolensis)
- Geneta de Bourlon (Genetta bourloni)
- Geneta crestada (Genetta cristata), considerada per algunes autoritats com a subespècie de Geneta servalina, però actualment es considera generalment com a espècie completa per si mateixa.[6]
- Geneta comuna (Genetta genetta)
- Geneta de Johnston (Genetta johnstoni)
- Geneta rubiginosa (Genetta maculata)
- Geneta pardina (Genetta pardina)
- Geneta aquàtica (Genetta piscivora), de vegades col·locada dins d'un gènere propi, Osbornictis.
- Geneta reina (Genetta poensis)
- Geneta servalina (Genetta servalina)
- Geneta de Villiers (Genetta thierryi)
- Geneta tacada (Genetta tigrina)
- Geneta gegant (Genetta victoriae)